# Legadue 2010-2011
Il Campionato di Legadue di pallacanestro 2010-2011 è stata la decima edizione del torneo organizzato dalla Legadue.
L'Igea Basket Barcellona vincitrice dello scudetto di A Dilettanti, la Fulgor Libertas Forlì, e la Cestistica San Severo, ammesse al campionato in seguito alla scomparsa della Nuova Pallacanestro Vigevano e alla seconda esclusione consecutiva della Fortitudo Bologna (promossa sul campo dalla Serie A Dilettanti), entrambe retrocesse nei loro rispettivi campionati regionali causa inadempienze economiche. Infine la Nuova Pallacanestro Pavia cede il proprio diritto sportivo alla Scaligera Basket Verona ripartendo a sua volta da una nuova società in Serie A Dilettanti.
A seguito della radiazione della Nuova Sebastiani Napoli è stata ripescata l'Aurora Jesi, che gioca così nuovamente il campionato di Legadue.
Squadra vincitrice dei play-off, e pertanto promossa in Serie A, è stata la Junior Casale Monferrato. Retrocedono in Serie A Dilettanti la Scaligera Basket Verona e la Cestistica San Severo. Teramo, secondo una possibilità prevista dal regolamento, ha versato la somma di 500000 € per evitare la retrocessione. La cifra versata è stata incassata dalla squadra perdente la finale playoff di Legadue, cioè la Reyer Venezia. Vi sono stati ulteriori sviluppi: la società veneta ha presentato ricorso poiché il pagamento da parte di Teramo è avvenuto oltre i termini previsti dal regolamento, ed è stata pertanto anch'essa ammessa alla Serie A maschile FIP 2011-2012.

## Regolamento

### Formula
Le 16 squadre partecipanti disputano un girone unico all'italiana, con partite d'andata e ritorno. Al termine della stagione regolare le prime otto classificate sono ammesse ai play-off che mette in palio un'unica promozione, mentre le ultime due retrocedono in Serie A Dilettanti.

### Wild Card
La novità del 2010 è l'introduzione di una wild card ovvero la penultima della serie A pagando una cifra che si aggira intorno a 500 000 euro eviterà la retrocessione, nel caso contrario la griglia dei playoff di Legadue si sdoppierebbe in due tabelloni con le relative due promozioni.

### Composizione dei quintetti
Devono essere presentati a referto 10 giocatori, di cui:
- italiani: minimo 6, di cui almeno 5 di formazione italiana e non più di 1 naturalizzato;
- extracomunitari: al massimo 2;
- "passaportati CEE": al massimo 1.

## Stagione regolare

### Classifica
|  |     | Classifica 2010-2011          | PT | G  | V  | P  | PF   | PS   |
|  | --- | ----------------------------- | -- | -- | -- | -- | ---- | ---- |
|  | 1.  | Fastweb Casale Monferrato     | 42 | 30 | 21 | 9  | 2484 | 2220 |
|  | 2.  | Umana Venezia                 | 42 | 30 | 21 | 9  | 2338 | 2190 |
|  | 3.  | Immobiliare Spiga Rimini      | 38 | 30 | 19 | 11 | 2253 | 2176 |
|  | 4.  | Sunrise Scafati               | 38 | 30 | 19 | 11 | 2287 | 2191 |
|  | 5.  | Sigma Barcellona              | 37 | 30 | 19 | 11 | 2537 | 2424 |
|  | 6.  | Prima Veroli                  | 36 | 30 | 18 | 12 | 2401 | 2354 |
|  | 7.  | Snaidero Udine                | 34 | 30 | 17 | 13 | 2250 | 2299 |
|  | 8.  | Tuscany Pistoia               | 28 | 30 | 14 | 16 | 2267 | 2245 |
|  | 9.  | Fileni BPA Jesi               | 28 | 30 | 14 | 16 | 2372 | 2432 |
|  | 10. | Aget Imola                    | 26 | 30 | 13 | 17 | 2417 | 2423 |
|  | 11. | Assigeco BPL Casalpusterlengo | 24 | 30 | 12 | 18 | 2211 | 2305 |
|  | 12. | MarcoPoloShop.it Forlì        | 24 | 30 | 12 | 18 | 2465 | 2536 |
|  | 13. | Trenkwalder Reggio Emilia     | 24 | 30 | 12 | 18 | 2240 | 2316 |
|  | 14. | Naturhouse Ferrara            | 24 | 30 | 12 | 18 | 2274 | 2303 |
|  | 15. | Tezenis Verona                | 22 | 30 | 11 | 19 | 2272 | 2314 |
|  | 16. | Mazzeo San Severo             | 12 | 30 | 6  | 24 | 2007 | 2347 |

### Calendario e risultati
| Prima giornata |                              |          |
| 03-10-10       |                              | 16-01-11 |
| 71-76          | Ferrara-Imola                | 86-77    |
| 65-74          | Veroli-Venezia               | 87-86    |
| 61-57          | Pistoia-Rimini               | 64-73    |
| 76-65          | Scafati-San Severo           | 87-90    |
| 83-67          | Barcellona-Udine             | 67-73    |
| 75-79          | Jesi-Reggio Emilia           | 65-74    |
| 85-75          | Forlì-Verona                 | 69-92    |
| 59-72          | Casalpusterlengo-Casale Monf | 81-96    |

| Quarta giornata |                             |          |
| 24-10-10        |                             | 06-02-11 |
| 69-63           | Udine-Pistoia               | 72-84    |
| 76-70           | Imola-Forlì                 | 90-88    |
| 87-63           | Verona-Reggio Emilia        | 79-70    |
| 66-51           | Venezia-Scafati             | 77-78    |
| 88-87           | Barcellona-Veroli           | 71-104   |
| 90-82           | Casale Monf-Ferrara         | 74-81    |
| 56-63           | San Severo-Casalpusterlengo | 67-61    |
| 96-89           | Rimini-Jesi                 | 61-86    |

| Settima giornata |                          |          |
| 14-11-10         |                          | 06-03-11 |
| 75-72            | Udine-Reggio Emilia      | 61-68    |
| 92-81            | Casale Monferrato-Veroli | 83-94    |
| 84-73            | Imola-Verona             | 93-82    |
| 72-56            | Ferrara-Scafati          | 75-95    |
| 64-67            | Rimini-Venezia           | 62-60    |
| 75-62            | Pistoia-San Severo       | 75-78    |
| 99-98            | Jesi-Barcellona          | 65-88    |
| 64-80            | Forlì-Casalpusterlengo   | 86-78    |

| Decima giornata |                         |          |
| 05-12-10        |                         | 27-03-11 |
| 92-70           | Ferrara-Jesi            | 72-74    |
| 76-85           | Reggio Emilia-Scafati   | 58-78    |
| 84-77           | Udine-Forlì             | 84-87    |
| 86-84           | Rimini-Imola            | 80-70    |
| 60-65           | Verona-Pistoia          | 70-75    |
| 69-90           | Barcellona-Casale Monf. | 79-90    |
| 79-83           | San Severo-Venezia      | 79-86    |
| 76-86           | Casalpusterlengo-Veroli | 65-83    |

| Tredicesima giornata |                             |          |
| 02-01-11             |                             | 17-04-11 |
| 71-73                | Veroli-Scafati              | 72-71    |
| 88-74                | Imola-Pistoia               | 72-96    |
| 87-86                | Rimini-Reggio Emilia        | 70-69    |
| 93-97                | Verona-Casale Monf.         | 73-97    |
| 95-92                | Barcellona-Casalpusterlengo | 76-73    |
| 94-77                | Venezia-Udine               | 81-65    |
| 61-67                | Forlì-Ferrara               | 93-89    |
| 73-77                | Jesi-San Severo             | 81-75    |

| Seconda giornata |                                |          |
| 10-10-10         |                                | 23-01-11 |
| 76-55            | Rimini-Ferrara                 | 76-69    |
| 72-71            | Udine-Scafati                  | 74-79    |
| 75-82            | Verona-Jesi                    | 88-95    |
| 63-94            | San Severo-Barcellona          | 57-90    |
| 73-64            | Venezia-Forlì                  | 98-88    |
| 72-85            | Casale Monf.-Pistoia           | 70-69    |
| 82-86            | Imola-Veroli                   | 71-77    |
| 65-78            | Reggio Emilia-Casalpusterlengo | 76-89    |

| Quinta giornata |                           |          |
| 31-10-10        |                           | 13-02-11 |
| 84-68           | Udine-San Severo          | 58-55    |
| 93-82           | Casale Monferrato-Venezia | 75-81    |
| 96-91           | Jesi-Veroli               | 84-78    |
| 95-91           | Rimini-Barcellona         | 77-84    |
| 75-70           | Pistoia-Casalpusterlengo  | 90-97    |
| 96-87           | Forlì-Scafati             | 73-77    |
| 81-69           | Ferrara-Verona            | 63-73    |
| 78-79           | Imola-Reggio Emilia       | 76-72    |

| Ottava giornata |                         |          |
| 21-11-10        |                         | 13-03-11 |
| 54-74           | San Severo-Casale Monf. | 51-89    |
| 78-73           | Veroli-Rimini           | 64-69    |
| 67-75           | Casalpusterlengo-Jesi   | 72-86    |
| 93-71           | Scafati-Pistoia         | 70-61    |
| 74-75           | Verona-Udine            | 78-84    |
| 84-77           | Reggio Emilia-Ferrara   | 87-88    |
| 80-77           | Venezia-Imola           | 79-77    |
| 92-90           | Barcellona-Forlì        | 89-98    |

| Undicesima giornata |                            |          |
| 12-12-10            |                            | 03-04-11 |
| 93-63               | Venezia-Casalpusterlengo   | 78-54    |
| 77-65               | Veroli-San Severo          | 60-59    |
| 111-84              | Imola-Udine                | 71-78    |
| 84-78               | Barcellona-Verona          | 86-64    |
| 75-59               | Pistoia-Ferrara            | 79-82    |
| 84-75               | Rimini-Scafati             | 73-79    |
| 83-67               | Casale Monf.-Reggio Emilia | 65-76    |
| 88-79               | Forlì-Jesi                 | 90-82    |

| Quattordicesima giornata |                          |          |
| 06-01-11                 |                          | 30-04-11 |
| 73-64                    | Udine-Ferrara            | 64-83    |
| 69-67                    | Scafati-Jesi             | 93-63    |
| 97-70                    | Casale Monf.-Forlì       | 90-91    |
| 77-78                    | Casalpusterlengo-Imola   | 81-76    |
| 75-90                    | Pistoia-Veroli           | 69-73    |
| 74-62                    | Venezia-Verona           | 63-73    |
| 78-73                    | Reggio Emilia-Barcellona | 98-95    |
| 74-82                    | San Severo-Rimini        | 34-64    |

| Terza giornata |                          |          |
| 17-10-10       |                          | 30-01-11 |
| 88-94          | Ferrara-Venezia          | 65-80    |
| 83-76          | Scafati-Imola            | 82-81    |
| 53-65          | Forlì-Rimini             | 91-100   |
| 75-85          | Veroli-Udine             | 82-76    |
| 69-74          | Pistoia-Barcellona       | 80-91    |
| 71-64          | Reggio Emilia-San Severo | 73-82    |
| 74-67          | Jesi-Casale Monf.        | 79-101   |
| 67-60          | Casalpusterlengo-Verona  | 71-78    |

| Sesta giornata |                        |          |
| 07-11-10       |                        | 20-02-11 |
| 62-70          | Casalpusterlengo-Udine | 67-81    |
| 77-62          | Scafati-Casale Monf.   | 60-67    |
| 81-88          | Verona-Rimini          | 70-79    |
| 60-70          | San Severo-Ferrara     | 61-80    |
| 76-72          | Venezia-Jesi           | 61-88    |
| 76-78          | Reggio Emilia-Pistoia  | 67-84    |
| 84-73          | Barcellona-Imola       | 90-79    |
| 97-92          | Veroli-Forlì           | 98-88    |

| Nona giornata |                          |          |
| 28-11-10      |                          | 20-03-11 |
| 79-86         | Ferrara-Barcellona       | 82-86    |
| 80-83         | Jesi-Udine               | 80-74    |
| 80-82         | Veroli-Verona            | 78-92    |
| 65-70         | Pistoia-Venezia          | 86-79    |
| 72-53         | Casale Monf.-Rimini      | 63-58    |
| 92-67         | Imola-San Severo         | 82-65    |
| 79-76         | Forlì-Reggio Emilia      | 84-92    |
| 78-70         | Scafati-Casalpusterlengo | 69-73    |

| Dodicesima giornata |                         |          |
| 19-12-10            |                         | 10-04-11 |
| 55-70               | Reggio Emilia-Venezia   | 72-68    |
| 80-79               | Udine-Casale Monf.      | 76-89    |
| 94-82               | Scafati-Barcellona      | 65-86    |
| 94-81               | Ferrara-Veroli          | 62-63    |
| 81-78               | Casalpusterlengo-Rimini | 74-72    |
| 91-100              | Jesi-Imola              | 67-82    |
| 75-70               | Pistoia-Forlì           | 84-86    |
| 66-68               | San Severo-Verona       | 64-85    |

| Quindicesima giornata |                          |          |
| 09-01-11              |                          | 06-05-11 |
| 82-81                 | Jesi-Pistoia             | 73-84    |
| 66-62                 | Verona-Scafati           | 72-74    |
| 84-103                | Imola-Casale Monferrato  | 61-92    |
| 85-90                 | Rimini-Udine             | 70-62    |
| 83-74                 | Barcellona-Venezia       | 83-91    |
| 73-88                 | Forlì-San Severo         | 121-82   |
| 81-78                 | Veroli-Reggio Emilia     | 62-83    |
| 74-85                 | Ferrara-Casalpusterlengo | 72-85    |

## Play-off
Tutti i turni si svolgono secondo la formula 2-2-1 con le prime due partite e l'eventuale quinta partita in casa della squadra meglio classificata.
|  | Quarti di finale | Quarti di finale          | Quarti di finale          | Quarti di finale          | Quarti di finale | Quarti di finale | Quarti di finale |  |  | Semifinali                | Semifinali                | Semifinali                | Semifinali                | Semifinali | Semifinali | Semifinali |    |    | Finale                    | Finale                    | Finale | Finale | Finale | Finale | Finale |  |
|  |                  |                           |                           |                           |                  |                  |                  |  |  |                           |                           |                           |                           |            |            |            |    |    |                           |                           |        |        |        |        |        |  |
|  | 1                | Fastweb Casale Monferrato | Fastweb Casale Monferrato | Fastweb Casale Monferrato | 81               | 90               | 73               |  |  |                           |                           |                           |                           |            |            |            |    |    |                           |                           |        |        |        |        |        |  |
|  | 8                | Tuscany Pistoia           | Tuscany Pistoia           | Tuscany Pistoia           | 60               | 77               | 68               |  |  | Fastweb Casale Monferrato | Fastweb Casale Monferrato | Fastweb Casale Monferrato | Fastweb Casale Monferrato | 84         | 81         | 93         |    |    |                           |                           |        |        |        |        |        |  |
|  | 4                | Sunrise Scafati           | Sunrise Scafati           | 77                        | 77               | 78               | 64               |  |  | Sigma Barcellona          | Sigma Barcellona          | Sigma Barcellona          | Sigma Barcellona          | 78         | 74         | 86         |    |    |                           |                           |        |        |        |        |        |  |
|  | 5                | Sigma Barcellona          | Sigma Barcellona          | 88                        | 66               | 85               | 75               |  |  |                           |                           |                           |                           |            |            |            |    |    | Fastweb Casale Monferrato | Fastweb Casale Monferrato | 82     | 85     | 69     | 62     | 90     |  |
|  | 3                | Immobiliare Spiga Rimini  | 76                        | 66                        | 63               | 83               | 71               |  |  |                           |                           | Umana Venezia             | Umana Venezia             | 65         | 90         | 44         | 68 | 86 |                           |                           |        |        |        |        |        |  |
|  | 6                | Prima Veroli              | 59                        | 58                        | 71               | 85               | 85               |  |  | Prima Veroli              | Prima Veroli              | 67                        | 88                        | 74         | 59         | 77         |    |    |                           |                           |        |        |        |        |        |  |
|  | 2                | Umana Venezia             | Umana Venezia             | Umana Venezia             | 81               | 83               | 88               |  |  | Umana Venezia             | Umana Venezia             | 68                        | 85                        | 88         | 55         | 82         |    |    |                           |                           |        |        |        |        |        |  |
|  | 7                | Snaidero Udine            | Snaidero Udine            | Snaidero Udine            | 70               | 70               | 85               |  |  |                           |                           |                           |                           |            |            |            |    |    |                           |                           |        |        |        |        |        |  |

## Verdetti
- Promozioni in Serie A: Fastweb Casale Monferrato

Formazione: Raphael Strotz, Folarin Campbell, Matteo Malaventura, Stefano Gentile, Ricky Hickman, Nick George, Oluoma Nnamaka, Simone Pierich, Donell Taylor, Stefano Masciadri, David Chiotti, Tommaso Fantoni, Giancarlo Ferrero, Amedeo Della Valle, Roberto Francione. Giocatori svincolati o trasferiti: Matteo Mecca, Marco Negro. Allenatore: Marco Crespi.
- Ammessa in Serie A dopo ricorso: Umana Venezia.
- Retrocessioni in Divisione Nazionale A: Mazzeo San Severo.
- Ripescata in Legadue: Tezenis Verona.
- Al termine della stagione alcune squadre hanno rinunziato all'iscrizione in Legadue; si tratta di: Rimini (ripartita dalla DNB 2011-2012), Casalpusterlengo (iscrittasi in DNA 2011-2012), Udine (non iscrittasi ad alcun campionato) e Ferrara (che ha ceduto il titolo sportivo alla Biancoblù Basket Bologna, ed è ripartita dalla DNB 2011-2012).